# Give It All
Give It All — первый сингл Rise Against с альбома Siren Song of the Counter Culture (2004). Был выпущен 12 октября 2004 года на лейбле Geffen Records. Песня «Give it All» была первой песней группы, выпущенной на этом лейбле.После релиза, песня попала в сборник Rock Against Bush, Vol. 1. Также песню можно встретить в саундтреках некоторых игр.
«Give It All» начали проигрывать на радиостанциях в октябре 2004, в качастве первого сингла из Siren Song Of The Counter Culture. Песня стала первой композицией Rise Against, которая вошла в чарт Billboard Modern Rock Tracks, в котором достигла 37 места.
После релиза альбома, «Give it All» почти не была охвачена музыкальными критиками, которые просмотрели альбом, однако те, кто её отметили, называли её одной из самых лучших композиций Rise Against. Сайт WatchMojo.com поместил «Give It All» на 10 место в списке лучших хард-рок и хэви-метал песен начала 2000-х.

## Видеоклип
На песню был снят видеоклип. На его съёмку был выделен небольшой бюджет.
Действие клипа происходит в вагоне чикагского метро. В ночь, перед началом съёмок группа выступала в местном зале и попросила зрителей сыграть роль в видео. Пришли несколько человек. Съёмки проходили в обычном вагоне метро, который продолжал делать постоянные остановки, в то время, как актёры выступали.

## Появления в медиа
| Год  | Появление                               |
| ---- | --------------------------------------- |
| 2004 | Сборник Rock Against Bush, Vol.1        |
| 2004 | Саундтрек Need For Speed: Underground 2 |
| 2004 | Сборник The Cornerstone Player 055      |
| 2005 | Саундтрек MX vs. ATV Unleashed          |
| 2005 | Саундтрек WWE Wrestlemania 21           |
| 2006 | Саундтрек FlatOut 2                     |